# Niefern (Uhrwiller)
Niefern ist ein Ortsteil von Uhrwiller im Département Bas-Rhin in der französischen Region Grand Est (bis 2015 Elsass).

## Geschichte

### Mittelalter
Viele fromme Bewohner brachten vielen Klöstern schon früh hier Besitz: Zwischen 737 und 840 beschenkten sie allein fünf Mal das Kloster Weißenburg (TradWiz ex Nr. 001-151), 788 bekam das Kloster Fulda hier ein Gut (FUB 176) und 884 auch das Kloster Honau, was der Kaiser persönlich beurkundete (MGH DD Ka III Nr.101). Nach jahrhundertelangem Klosterbesitz kaufte die Herrschaft Lichtenberg das Dorf  Niefern 1332 von den Grafen von Ötingen. Durch Gebietserwerb im 14. Jahrhundert mussten zu Beginn des 15. Jahrhunderts die zu umfangreich gewordenen Ämter Ingweiler und Buchsweiler der Herrschaft Lichtenberg neu organisiert werden. Dabei wurde unter anderem das Amt Pfaffenhofen ausgegliedert und verselbständigt, zu dem auch Niefern gehörte.
Anna von Lichtenberg (* 1442; † 1474), eine der beiden Erbtöchter Ludwigs V. von Lichtenberg (* 1417; † 1474) heiratete 1458 den Grafen Philipp I. den Älteren von Hanau-Babenhausen (* 1417; † 1480), der eine kleine Sekundogenitur aus dem Bestand der Grafschaft Hanau erhalten hatte, um heiraten zu können. Durch die Heirat entstand die Grafschaft Hanau-Lichtenberg. Nach dem Tod des letzten Lichtenbergers, Jakob von Lichtenberg, eines Onkels von Anna, erhielt Philipp I. d. Ä. 1480 die Hälfte der Herrschaft Lichtenberg. Zu dieser Hälfte gehörte auch das Amt Pfaffenhofen mit Niefern. In der Folgezeit gelangte das Dorf in die Hände der Grafen von Zweibrücken-Bitsch. Diese rechneten es ihrer Herrschaft Oberbronn zu.

### Neuzeit
Von Zweibrücken-Bitsch gelangte die Herrschaft Oberbonn – und mit ihr Niefern – 1551 als Mitgift anlässlich der Heirat der Amelie von Zweibrücken-Bitsch mit Philipp I. von Leiningen-Westerburg an diese Familie. Spätestens zu diesem Zeitpunkt schied Niefern aus dem Einflussbereich der Grafschaft Hanau-Lichtenberg endgültig aus.
In Nachfolge der Leininger wurden die Landgrafen von Hessen-Homburg und zu einem geringeren Teil die schwedische Adelsfamilie der Freiherren von Sinclair im 17. Jahrhundert Herren der Herrschaft Oberbronn. Durch die Reunionspolitik Frankreichs fielen in der zweiten Hälfte des 17. Jahrhunderts auch die Herrschaft Oberbronn und das Dorf Niefern unter französische Oberhoheit. Der hessen-homburgische Teil ging in der Mitte des 18. Jahrhunderts an die Familie Hohenlohe-Waldenburg-Bartenstein über, der Sinclair’sche Anteil an die ebenfalls schwedischstämmige Familie derer von Lewenhaupt. Hohenlohe musste die Herrschaft 1793 an Frankreich abtreten und wurde dafür später mit Gebieten des säkularisierten Bistums Würzburg abgefunden. In den Verwaltungsreformen in Folge der Französischen Revolution wurde die Herrschaft Oberbronn aufgelöst. Niefern war nun französisch.